# Kaple svatého Františka z Assisi (Záhořín)
Kaple svatého Františka z Assisi nebo také Záhořínská kaple je zděná výklenková kaple v lesích nedaleko obce Sloup v Čechách na katastru vsi Svitava, části obce Cvikov v okrese Česká Lípa v Libereckém kraji. Kaple je zasvěcena sv. Františku Serafinskému a patří pod jurisdikci duchovní správy farnosti Sloup v Čechách.

## Popis
Barokní kapli zde postavil roku 1740 Adam Melzer. Dříve zde stál barokní sloup. Ke kapli rád chodíval Ferdinand Břetislav Mikovec, sloupský rodák. Obnovena byla občany nedalekého Sloupu v červenci 2011.

## Poloha
Kaple je na jižním úpatí kopce Šišák (483 m) ve Cvikovské pahorkatině, v nadmořské výšce 400 metrů. Katastr nedaleké vesnice Záhořín, po níž má kaple nyní jméno, patří pod obec Svitava, která patří administrativně městu Cvikov.

## Přístup
Kaple je koncovým místem zeleně značené turistické trasy Klubu českých turistů vedoucí ze Zákup přes Svojkov a Modlivý důl. Vede zde také trasa žlutě značená se Sloupu.